# 34387 Venkatesh
34387 Venkatesh este o planetă minoră (asteroid) din centura de asteroizi. A fost descoperită pe 2 septembrie 2000 la Experimental Test Site⁠(d) de Lincoln Near-Earth Asteroid Research. 
Obiectul prezintă o orbită caracterizată de o semiaxă mare de 2,2509965 UAi, o excentricitate de 0,06, o înclinație de 4,41614 ° în raport cu ecliptica.